# Cantonul Lezay
Cantonul Lezay este un canton din arondismentul Niort, departamentul Deux-Sèvres, regiunea Poitou-Charentes, Franța.

## Comune
| Comune        | Populație (1999) | Cod poștal | Cod INSEE |
| ------------- | ---------------- | ---------- | --------- |
| Chenay        | 478              | 79120      | 79084     |
| Chey          | 621              | 79120      | 79087     |
| Lezay         | 2.056            | 79120      | 79148     |
| Messé         | 174              | 79120      | 79177     |
| Rom           | 805              | 79120      | 79230     |
| Saint-Coutant | 264              | 79120      | 79243     |
| Sainte-Soline | 367              | 79120      | 79297     |
| Sepvret       | 577              | 79120      | 79313     |
| Vançais       | 265              | 79120      | 79336     |
| Vanzay        | 205              | 79120      | 79338     |